# Britannia n.º 502
Britannia n.º 502 es un municipio rural canadiense situado en la provincia de Saskatchewan.

## Superficie
Britannia n.º 502 tiene una superficie de 915,11 km².

## Demografía
En 2021, tenía 2061 habitantes, una densidad poblacional de 2,3 hab./km², y 848 viviendas.